# Passivo (relação sexual)

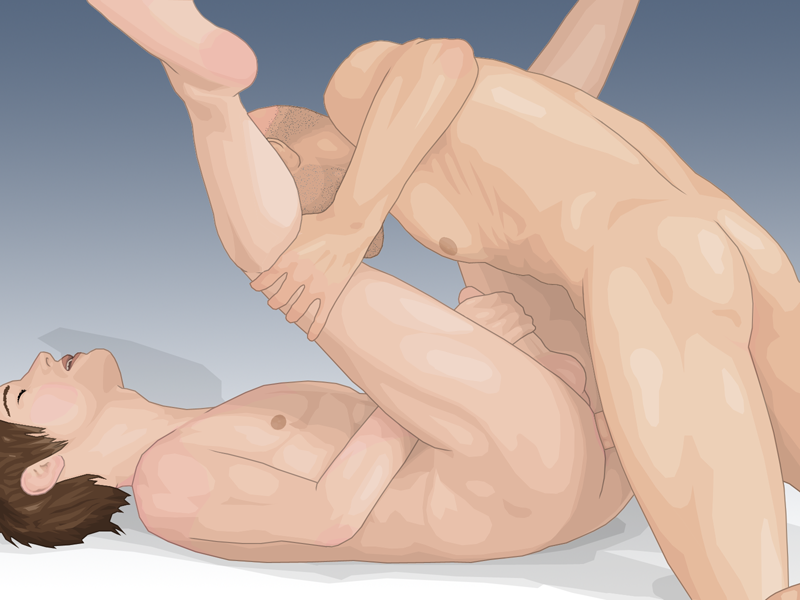
O indivíduo do lado esquerdo é o sujeito passivo da relação sexual, e o do lado direito é o ativo

O termo passivo é uma expressão que, na gíria sexual, se refere à posição da pessoa que é penetrado vaginal, anal ou oralmente por outra pessoa, sendo essa última denominado de ativa.
Qualquer pessoa pode tomar a posição sexual passiva, independentemente de seu género ou sexo, sua expressão de gênero ou orientação sexual, inclusive um homem bissexual ou transgênero masculino e uma heterossexual ou lésbica butch podem ser passivos(as), não sendo termo exclusivo de homens gays, cisgêneros, afeminados, femininos, femmes ou HsHs.
Um passivo também pode ser assexual ou preferir sexo não penetrativo, esse último também pode ser chamado de gouine, estrangeirismo do francês para sapatão, sendo goinage, o termo lusófono, para quem prefere práticas sexuais que não envolvem penetração, do pênis com o ânus ou a vagina mais especificamente.
Por extensão, a palavra passivo também é usada para identificar pessoas que geralmente preferem esta posição sexual, predominantemente ou exclusivamente, ou que preferem desempenhar um papel passivo. A pessoa que escolhe uma ou outra posição sexual é chamada de versátil.
Pode ser considerado passivo quem escolher por relaxar ou ter uma participação mais tranquila durante a relação físico-sexual, sendo o ativo que predominantemente toma o controle durante a atividade sexual.
Na prática BDSM, o termo se aplica a pessoas envolvidas no papel submisso. Porém, um service top também qualificaria um ativo submisso, enquanto power bottom um passivo dominante.
Em inglês, o termo "Bottom" é usado em referência ao passivo, e "Top" para ativo, enquanto que no linguajar da sexologia ou jargão da psicologia, a terminologia "receptivo" e "insertivo" ou "sertivo" também possa ser por vezes usada para passivo e ativo respectivamente, uma vez que são termos derivados dos verbos receber e inserir aludindo aos papéis sexuais.
A noção do termo passivo ou passividade, passibilidade ou passível, também é utilizada no contexto da sexualidade, para fazer alusão à uma pessoa que em uma relação conjugal, seja hétero ou homossexual, tende a ter uma postura de submissão durante o ato sexual. Este tipo de conduta também pode se estender para a vida cotidiana do casal.

## Âmbito histórico

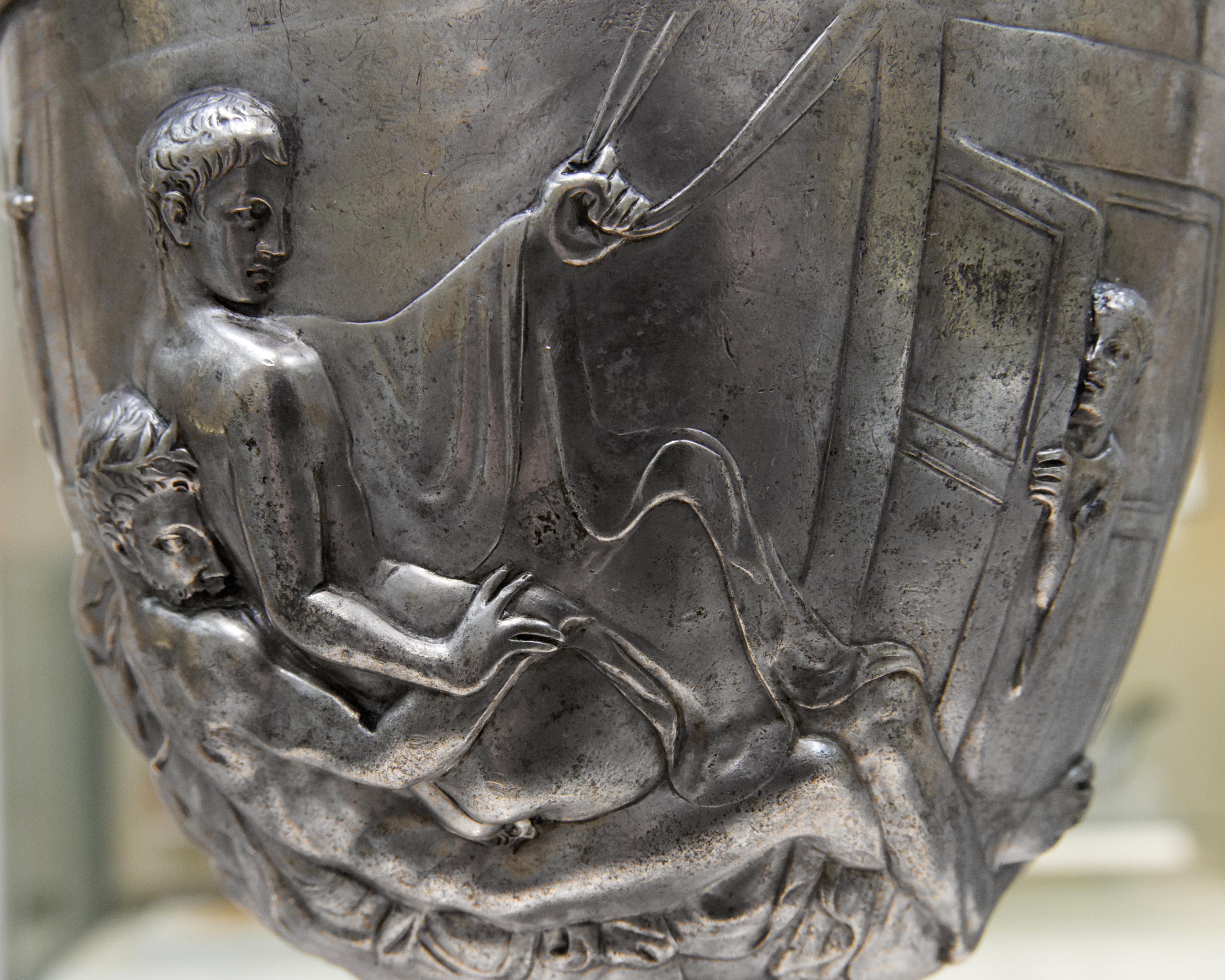
Detalhe do Taça Warren (Museu britânico) de um jovem sendo penetrado por um homem

Na Grécia clássica, os ativos desempenharam um papel instrutor, enquanto os passivos se configuravam como alguém mais jovem ou meramente sexualmente inexperiente.
As fontes históricas disponíveis sobre a prática homossexual na Roma Antiga, suas atitudes e a aceitação deste fato são abundantes. Há obras literárias, poemas, gravuras e comentários sobre a condição sexual de todos os tipos de personagens, incluindo imperadores solteiros e casados. Por outro lado, as representações gráficas são mais raras do que no período da Grécia clássica. Atitudes em relação à homossexualidade mudaram com o tempo de acordo com o contexto histórico, variando de forte condenação a uma aceitação consideravelmente ampla. Na verdade ela foi considerada um costume cultural em certas províncias.

## Paradoxo legal
Em termos legais importa referir que o homossexual ativo continua a ser menos perseguido em muitas civilizações do que o homossexual passivo, nomeadamente na cultura muçulmana, onde não se verifica uma qualquer segregação entre o dogma religioso e ordenamento jurídico. Assim sendo, enquanto por vezes o homossexual passivo é condenado pelos códigos penais de determinados países, o mesmo não acontece com o homossexual ativo. Situação semelhante acontece em alguns países africanos, mas já não relativo aos papéis sexuais, onde as relações lésbicas não são criminalizadas, mas as relações homossexuais do sexo masculino são, ou as primeiras são menos penalizadas que as últimas.